# Gheorghe Ciolac
Gheorghe Ciolac (10 de agosto de 1908 - 13 de abril de 1965) foi um futebolista romeno que competiu na Copa do Mundo FIFA de 1934.